# Sophie Davant
Pour les articles homonymes, voir Davant.
Sophie Davant, née le 19 mai 1963 à Caudéran, en Gironde, est une journaliste et animatrice de radio et de télévision française.

## Biographie

### Famille
Sophie Davant, de son nom complet Sophie Marie Hélène Davant, grandit à Cestas, dans la région des Landes de Bordeaux, en Gironde.
Elle est issue d'une famille de scientifiques. Son père, Pierre Davant, ornithologue, professeur de biologie et chercheur à l'institut de biologie marine d'Arcachon, est l'un des fondateurs de la SEPANSO (Société pour l'étude, la protection et l'aménagement de la nature dans le Sud-Ouest) et de la réserve nationale du Banc d'Arguin sur le bassin d'Arcachon.
Sa mère est également une universitaire, chercheuse au CNRS en biologie cellulaire. Elle militait, par ailleurs, pour la parité et l'avortement. Elle meurt en 1983 à 44 ans d'un cancer.
Ses grands-parents tiennent le café de la gare de Gazinet et dirigent l’école du village.
Ses deux grands-pères ont marqué la vie sportive de la jeunesse cestadaise, l'un en offrant une piste d'entraînement aux adeptes du rink hockey, l'autre en lançant le mini-basket à l'école de Gazinet dans les années 1960.

### Formation
Après son baccalauréat (série C), elle obtient une maîtrise de langues étrangères appliquées (LEA) anglais-allemand à l'université Bordeaux-III.
Elle souhaite à ce moment travailler dans le milieu du vin.
En 1985, elle passe le concours de l'Institut universitaire de technologie de Bordeaux-Montaigne (devenu l'Institut de journalisme Bordeaux Aquitaine en 2006) où elle entre pour une formation de six mois. À partir de décembre 1985, encore étudiante, elle présente IUTV Magazine avec d'autres étudiants, dont Thierry Moreau en février 1986.

### Carrière
Après un stage de huit semaines comme rédactrice au service société d'Antenne 2 en 1986, Sophie Davant travaille au 19/20 de FR3. Elle entend alors parler du départ de la présentatrice Brigitte Simonetta de la météo d'Antenne 2. Elle passe l'audition organisée par la chaîne et est choisie. Elle présente son premier bulletin dans l'émission Télématin le 13 avril 1987. Elle est annoncée par Roger Zabel, présentateur de l'émission à la place de William Leymergie. De 1987 à 2006, elle présente les bulletins météo d'Antenne 2 (France 2 à partir de septembre 1992).
En 1989, elle anime avec Didier Régnier Aventures Voyages sur Antenne 2 tout en effectuant des remplacements à Télématin.
Elle coprésente le jeu Fort Boyard avec Patrice Laffont sur Antenne 2 entre septembre 1990 et janvier 1992 (elle a remplacé Marie Talon en plein milieu de la première saison intitulée Les Clés de Fort Boyard en 1990). En novembre 1992, Sophie joue son propre rôle dans le sketch Fort Boyaux, une parodie de Fort Boyard par Les Inconnus dans l'émission La Télé des Inconnus, diffusée sur France 2. Elle revient comme candidate en 2000, 2001, puis en 2009 avec les autres anciens animateurs pour les 20 ans du programme.
De février à juillet 1992 sur Antenne 2, elle présente tous les vendredis soir en première partie de soirée le jeu La Piste de Xapatan au Mexique, accompagnée de Grégory Frank dans le rôle du Professeur Grégory.
En 1992, Sophie Davant est nommée responsable du service météo de France 2 tout en continuant à présenter ou co-présenter diverses émissions de divertissement ou des magazines : Sportissimo, avec Gérard Holtz de septembre à novembre 1992 sur France 3, et Le Trophée Campus, de juillet à août 1995 sur France 2 avec Jean-Luc Reichmann et Patrick Montel.
Durant la saison 1997-1998, Sophie Davant fait partie de la grille de Nostalgie, elle y anime les Dédicaces chaque jour entre 11 h et 12 h 30.
Depuis 1997, elle co-anime le Téléthon tous les ans en décembre. Elle a eu à ses côtés Patrick Chêne de 1997 à 1999, Patrice Laffont en 2000 et 2001, Gérard Holtz en 2002 et 2003. Elle en assure la co-présentation avec Nagui depuis 2004 (avec également Laurent Boyer en 2014 et Dave en 2015).
Du 7 septembre 1998 au 5 juillet 2019, elle anime, du lundi au vendredi, l'émission du matin de France 2 C'est au programme (intitulée Tout un programme de septembre 1998 à mars 1999), avec la présence de chroniqueurs (dont Damien Thévenot, Frédéric Zeitoun, Danielle Moreau, Loïc Ballet et Marie-Claude Bomsel).
Le 2 juin 2001, elle co-anime avec Patrick Sébastien en première partie de soirée 25 ans de chance, sur France 2, une émission spéciale consacrée aux 25 ans du loto. Elle co-anime également avec lui le divertissement Prima donna la même année, dès septembre. L'émission a pour but de mettre sur le devant de la scène des femmes âgées de 25 à 40 ans dans plusieurs régions de France, un jury étant chargé d'élire sa préférée. En novembre, le programme est arrêté par France 2 qui déclare dans un communiqué que « malgré sa qualité, l'émission n'a pas rencontré le succès espéré ».
Le 20 septembre 2004, Sophie Davant co-présente en direct avec son mari Pierre Sled, en première partie de soirée sur France 3, la sélection française pour l'accès à la finale du Concours Eurovision junior dans l'émission Eurovision Junior : la sélection. C'est l'unique fois où le couple Sled-Davant a présenté une émission à la télévision[réf. nécessaire].
Entre 2005 et 2016, elle joue aux côtés d'animateurs, d'animatrices et de journalistes de France Télévisions dans l'opérette Trois jeunes filles nues, le téléfilm Trois contes merveilleux et les pièces de théâtre Un fil à la patte, L'Hôtel du libre échange et Un chapeau de paille d'Italie, œuvres diffusées sur France 2.
Début septembre 2006, elle cède la responsabilité du service météo de France 2 à Laurent Romejko et quitte en même temps la présentation des bulletins.
À partir du 27 septembre 2010, sur France 2, en plus de C'est au programme, elle présente le magazine Toute une histoire sur France 2 à 14 h, à la suite du départ de l'émission, pour raisons de santé, de Jean-Luc Delarue qui en est le créateur, producteur et présentateur. Elle anime aussi, en prolongement, L'histoire continue. Dans cette émission, diffusée à partir de septembre 2014, d'anciens témoins de Toute une histoire viennent donner de leurs nouvelles. Les deux émissions sont arrêtées par la chaîne le 24 juin 2016. Cependant, les rediffusions permettent la présence des deux programmes jusqu'à la rentrée 2016.
Elle participe à Toute la télé chante pour le Sidaction en 2014 sur France 2.
D'octobre 2016 à juin 2017, elle prend le relais tous les vendredis de Frédéric Lopez à la présentation du magazine Mille et une vies.
Sophie Davant, qui fut sociétaire de l'émission Les Grosses Têtes sur RTL en 1993, quand Philippe Bouvard animait l'émission, l'est à nouveau depuis 2017, au côté de Laurent Ruquier.
À partir du 21 août 2017, elle présente chaque jour Affaire conclue, à 16 heures sur France 2, cette émission consacrée aux enchères ne cesse de dépasser ses propres records d’audiences, et réunit désormais 2,25 millions de téléspectateurs, record historique pour une émission quotidienne.
Le 2 décembre 2017, elle anime le concert « Stars 80 » triomphe ! au U Arena, à Nanterre, retransmis en direct sur France 2.
Depuis la rentrée 2018, elle anime l'émission Ravie de vous rencontrer sur M Radio chaque samedi midi.
Le 16 novembre 2019, elle présente en première partie de soirée sur France 2, La Lettre, un divertissement dans lequel des célébrités font des surprises à des anonymes. Largement inspirée de l'ancien programme de TF1 Stars à domicile, La Lettre obtient un très beau succès d'audience lors de son démarrage avec plus de 2,3 millions de téléspectateurs pour 12,5 % de part d'audience,.
Le 31 décembre 2019, elle anime avec Faustine Bollaert et Daphné Bürki La chanson française fête le 31 sur France 2.
En novembre 2020, elle lance comme directrice éditoriale le bimestriel people S le magazine de Sophie.
En décembre 2021, elle présente sur France 3, l'émission Un ami pour la vie dans laquelle des personnalités accompagnent des familles qui souhaitent adopter un animal.
En juin 2023, elle annonce qu'elle quitte la présentation d'Affaire conclue, tout le monde a quelque chose à vendre sur France 2. C'est Julia Vignali qui la remplace.
À partir du 28 août 2023, Sophie Davant anime avec Mamouz l'émission Sophie & Les Copains, du lundi au vendredi de 16 h à 18 h sur Europe 1. Dans le cadre des élections législatives de 2024 en juin 2024, celle-ci est remplacée par Cyril Hanouna qui animera une émission politique à la place. Lors du passage de relais à l'antenne d'Europe 1, le 17 juin 2024, Sophie Davant donne « rendez-vous à la rentrée » pour une reprise de son émission.
En 2024, elle présente sur France 3, En bonne compagnie, une émission qui cherche à comprendre et décrypter le comportement et les secrets des animaux.
En 2025, elle met un terme à son CDI signé en 1987 avec France Télévisions[évasif]. De ce fait, en janvier 2025, Sophie Davant est annoncée comme participante à la saison 14 de Danse avec les stars, sur TF1. Quelques semaines après, il est révélé qu'elle dansera avec Nicolas Archambault. Début 2025, elle participe au Grand Concours et au divertissement 30 ans d’émissions cultes également sur TF1.

## Vie privée
Sophie Davant s'est mariée avec le journaliste et animateur Pierre Sled. Le couple a deux enfants, Nicolas né le 24 juillet 1993 et Valentine née le 27 novembre 1995. Le couple s'est séparé en 2012.
Elle a ensuite été en couple avec l'académicien et romancier français Erik Orsenna de mars 2012 à septembre 2013.
Elle est en couple avec le journaliste et ancien animateur de Télématin, William Leymergie. Cette relation a été officialisée en août 2022,.

## Publications
- Yolaine de La Bigne et Sophie Davant, Le Dico du bonheur en 100 mots, Paris, Mango, 2007, 287 p. (ISBN 978-2-84270-670-8) ;
- Yolaine de La Bigne, Aline Cochard, Sophie Davant et Sophie Janvier, Le Bonheur au féminin, Paris, Mango, 2008, 315 p. (ISBN 978-2-84270-811-5) ;
- Les Petits Plats dans l'écran : les meilleures recettes de l'émission, Paris, Mango, 2008, 32 p. (ISBN 978-2-84270-808-5) ;
- Sophie Davant et Dr. Christophe Fauré, Au-delà : grandir après la perte, Neuilly-sur-Seine, Michel Lafon, 2009, 237 p. (ISBN 978-2-7499-0986-8) ;
- Sophie Davant, Ce que j'ai appris de moi : journal d'une quinqua, Paris, Albin Michel, 2015, 250 p. (ISBN 978-2-226-31269-3) ;
- Sophie Davant et Christophe Fauré, Il est temps de choisir sa vie !, Paris, Albin Michel, 2017, 234 p. (ISBN 978-2-226-39380-7) ;
- Sophie Davant, Tout ce qui nous lie : confidence pour confidence, Paris, Albin Michel, 2021, 270 p.  (ISBN 978-2226456496).
- Sophie Davant, Quel bonheur de vieillir - Des clés pour se réinventer, garder la forme & savourer son âge, Éditions Solar, 2023.

## Résumé de carrière

### Radio
- 1993 : sociétaire des Grosses Têtes sur RTL, émission animée par Philippe Bouvard
- 1997 - 1998 : animatrice de l'émission Dédicaces chaque jour sur Nostalgie
- 2017-2022 : sociétaire des Grosses Têtes, animée par Laurent Ruquier sur RTL
- 2018-2023 : animatrice de l'émission Ravie de vous rencontrer sur M Radio chaque samedi midi.
- 2023-2024 : Sophie & Les Copains sur Europe 1[17]
- Depuis 2024 : Les Histoires d'amour extraordinaires de Sophie Davant sur Europe 1
- 2024 : Le calendrier de l'Avent sur Europe 1

### Télévision

#### Émissions
- 1987 - 2006 : La météo (Antenne 2 puis France 2) : présentatrice des bulletins (de 1987 à 2006) et cheffe du service météo (de 1992 à 2006)
- 1989 : Aventures Voyages (Antenne 2) :  coanimation avec Didier Régnier
- 1989 : Télématin (Antenne 2) : animatrice remplaçante
- 1990 - 1992 : Fort Boyard (Antenne 2) : coanimation avec Patrice Laffont
- 1992 : La Piste de Xapatan (Antenne 2) : coanimation avec Grégory Frank
- 1992 : Sportissimo (France 3) : coanimation avec Gérard Holtz
- 1995 : Le Trophée Campus (France 2) avec Jean-Luc Reichmann et Patrick Montel
- depuis 1997 : Téléthon (France Télévisions) : coanimation avec plusieurs animateurs et animatrices
- 1998 - 2019 : C'est au programme (France 2)
- 2001 : 25 ans de chance (France 2) : coanimation avec Patrick Sébastien
- 2001 : Prima Donna (France 2) : coanimation avec Patrick Sébastien
- 2004 : Eurovision junior, la sélection (France 3) : coanimation avec Pierre Sled
- 2004 : Questions de survie (France 2) : coprésentation avec Nagui et Adriana Karembeu
- 2006 : Le Supermarché (Discovery Real Time)
- 2007 : C'est tous les jours Noël (France 2) : coprésentation avec Tex
- 2010 - 2016 : Toute une histoire (France 2)
- 2014 - 2016 : L'histoire continue (France 2)
- 2016 - 2017 : Mille et une vies (France 2) : présentation en alternance avec Frédéric Lopez
- 2017 - 2023 : Affaire conclue, tout le monde a quelque chose à vendre (France 2)
- 2017 : « Stars 80 » triomphe !  (France 2) : animatrice
- 2019 - 2022 : La Lettre (France 2)
- 2019 : La chanson française fête le 31 : coanimation avec Faustine Bollaert et Daphné Bürki (France 2)
- 2020 : Les Victoires de la musique (France 2) : coanimation
- 2021 : Un ami pour la vie (France 3)
- 2024 : En bonne compagnie (France 3)[17]
- 2025 : Danse avec les stars - saison 14 (TF1) : candidate[29]

#### Pièces de théâtre/téléfilms
- 2005 : Un fil à la patte, pièce de Georges Feydeau, mise en scène de Francis Perrin : Nini Galant. Diffusée sur France 2 en juin 2005 et disponible en DVD (ASIN B0009WSC9U) ;
- 2006 : Trois jeunes filles nues, opérette française de Raoul Moretti, Yves Mirande et Albert Willemetz, mise en scène de Francis Perrin : la reine des crevettes. Diffusée sur France 2 et disponible en DVD (ASIN B000FBIYFW).
- 2007 : Trois contes merveilleux - conte Cendrillon, téléfilm réalisé par Hélène Guétary et diffusé sur France 2 le 25 décembre 2007(disponible en DVD) : la fée.
- 2015 : L'Hôtel du libre échange, pièce de Georges Feydeau, mise en scène de Raymond Acquaviva : une cliente de passage à l'hôtel avec un homme. Diffusée sur France 2 le 22 décembre 2015.
- 2016 : Un chapeau de paille d'Italie, pièce d'Eugène Labiche, mise en scène de Raymond Acquaviva.

## Distinctions
Sophie Davant est nommée chevalier dans l'ordre national du Mérite en 2004.
En 2008, le rosiériste allemand Kordes l'honore en baptisant du nom commercial « Sophie Davant » une de ses obtentions de 2007 — qui porte le nom de cultivar 'Beverly'. Sophie Davant baptise ce rosier le 31 août 2008, au jardin des plantes d'Orléans.